# Trotočje
Trotočje ( ... ) razgodak je kojim se označava da je tekst izostavljen, nenaveden ili nedovršen.

## Uporaba u jeziku

### Nedovršenost
Trotočje se koristi na mjestima gdje čitatelji mogu sami nadopuniti tekst:
- Ivana Brlić-Mažuranić, „Čudnovate zgode šegrta Hlapića”

- "Eh! na onu stranu više nema prolaza", - pomisli Regoč - i više ništa nije znao o tom pomisliti, nego se okrene, ostavi brdo zasuto, a za brdom Kosjenku, i pođe natrag putem, kud bijahu došli od Legena...

- Deset godina kasnije... (primjerice u filmovima)

Trotočje se stavlja i na kraju prekinutog teksta koji se nastavlja:
- Meša Selimović, „Derviš i smrt”

– Dobro – rekao sam stišavajući srdžbu, jer nisam htio da je pokažem pred ovim čovjekom. – Reci svojim prijateljima...
– I tvojim.
– Reci tim prijateljima da im zahvaljujem na poruci, iako su mogli i sami da mi to kažu.
Pisac može trotočjem čitatelju prepustiti početak ili završetak misli:
- Tin Ujević, „Vreva, berba”

... Te tako mi se učinilo da bih, jednoga dana, mogao voljeti zemlju koja ne bi bila suviše skupa; ovako, blagu, skoro bez svega.
- Dragutin Domjanić, „Ide noć...”

Spomen mi je dragi došel,

Ali taki zginul proć,

Jesen ti je v mojoj duši,

Ide, ide noć...

### Izostavljanje
Trotočje služi da bi se označio izostavljeni ili nenavedeni tekst. Da bi se izbjegla pomutnja pripada li trotočje izvorniku ili ne, obično se stavlja u zagrade:
- Nives Opačić, „Plače kao ljuta godina”

God - polazište za godinu - indoeuropska je, baltoslavenska, praslavenska i sveslavenska riječ vremenskoga značenja, no ne znači samo niz od 365 ili 366 dana, nego prije svetkovinu (crkveni god), praznik, imendan/rođendan, zatim proširenje debla u širinu u obliku koncentričnih prstenova u tom vremenu, pa tek onda annus, godinu.

(...)

Međutim, ima hrvatskih krajeva i govora gdje se za vremenski niz od 365 dana i za pojedine njegove dijelove mjesto riječi godina rabi riječ leto/lito.

### Stanka
Trotočje dolazi kad se želi označiti isprekidani govor s većim stankama (koje bi se inače označavale crticom, zarezom ili drugim znakovima):
- Antun Gustav Matoš, „Zvono”

Tiho... Zvono ćuti... Misli žderu...

O, kako tišti kajanje u veče!

Tama... Sâm sam... Samac u tuđini!

Na čelu, ljubo, tvoj me cjelov peče...

- Ja... ja ne znam... n... nisam to htio...

### Nabrajanje
Trotočje služi i u nabrajanju te označava da takvih primjera ima više, ali se svi ne navode:
- Primjeri turcizama: admiral, boja, div, jastuk, kavez, kesten, majmun, pamuk, šećer, višnja...

## Uporaba izvan jezika

### Matematika
U matematici trotočje zamjenjuje neke dijelove skupa i zapravo označava da se niz ili uzorak nastavlja na jednak način:
- {\displaystyle 1+2+3+\cdots +98+99+100} (zbroj svih prirodnih brojeva od 1 do 100)

- {\displaystyle \pi =3.141\;59\ldots } (nisu navedene sve znamenke broja Pi)

- {\displaystyle a_{1}+a_{2}+a{}_{3}+\cdots +a_{n}} (zbroj svih članova niza)

Koristi se i u matricama umjesto članova koji nedostaju:
{\displaystyle I_{n}={\begin{bmatrix}1&0&\cdots &0\\0&1&\cdots &0\\\vdots &\vdots &\ddots &\vdots \\0&0&\cdots &1\end{bmatrix}}}